# Сент Агат де Мон (Квебек)
Сент Агат де Мон (фр. Sainte-Agathe-des-Monts) је град у Канади у покрајини Квебек. Према резултатима пописа 2011. у граду је живело 10.115 становника.

## Становништво
Према резултатима пописа становништва из 2011. у граду је живело 10.115 становника, што је за 4,5% више у односу на попис из 2006. када је регистровано 9.679 житеља.
| 2006. | 2011.  |
| ----- | ------ |
| 9.679 | 10.115 |